# Culicoides miombo
Culicoides miombo är en tvåvingeart som beskrevs av Meiswinkel 1991. Culicoides miombo ingår i släktet Culicoides och familjen svidknott.
Artens utbredningsområde är Malawi. Inga underarter finns listade i Catalogue of Life.